# Alexander Kobakhidze
Pour les articles homonymes, voir Kobakhidze.
Alexander Kobakhidze est un footballeur géorgien, né le 11 février 1987 à Tbilissi. Il évolue au poste de milieu offensif.

## Carrière
Le 22 mars 2013, il marque un but au Stade de France contre l'Équipe de France de football en vue des éliminatoires du mondial 2014. Malgré cela, la Géorgie s'inclinera 3-1.

## Palmarès
- Dinamo Tbilissi
  - Vainqueur du Championnat de Géorgie en 2008.